# Gare de Sur Roche
La gare de Sur Roche est une halte ferroviaire du chemin de fer Lausanne-Échallens-Bercher. Elle se situe sur le territoire de la commune d'Échallens, dans le canton de Vaud, en Suisse. 

## Situation ferroviaire
Établie à 625 mètres d'altitude, la halte de Sur Roche est située au point kilométrique 14,75 de la ligne Lausanne – Bercher (101). Elle se situe entre la gare d'Échallens et la halte du Grésaley.

## Histoire
Construite et mise en service en 1946, cette halte s'inscrit dans la période qui suit l'électrification de la ligne. Elle a été créée afin d'offrir un meilleur service pour les habitants des quartiers nord d'Échallens plus éloignés de la gare d'Échallens.
En 2013, la halte compte une moyenne de 168 passagers par jour, soit 0,8 % des mouvements journaliers de la ligne.

## Service des voyageurs

### Accueil
Halte sans personnel, elle dispose : d'un banc abrité de la pluie, d'un distributeur de billets, d'un interphone d'urgence, d'un oblitérateur pour les cartes multicourses et d'un dispositif de demande d'arrêt du train. Elle est protégée par vidéosurveillance.

### Desserte
La hale de Sur Roche est desservie par des trains régionaux à destination de Bercher, d'Échallens et de Lausanne-Flon.

### Intermodalité
un petit parc à vélos abrité est attenant à la halte.